# 소 파우스티나
안니아 갈레리아 파우스티나 미노르 (Annia Galeria Faustina Minor, 서기 130년경 9월 21일 — 175/176년) 혹은 소 파우스티나(小 -)는 161년부터 사망 시기까지 외가쪽 사촌이자 남편인 로마 황제 마르쿠스 아우렐리우스의 황후였다. 파우스티나는 안토니누스 피우스 황제와 대 파우스티나 황후의 막내 자녀였다. 그녀는 병사들과 남편에게서 아우구스타와 '마테르 카스트로룸'(군영의 어머니)로 높은 존경을 받았고 사후에는 신격화 되었다.

## 생애

### 초기

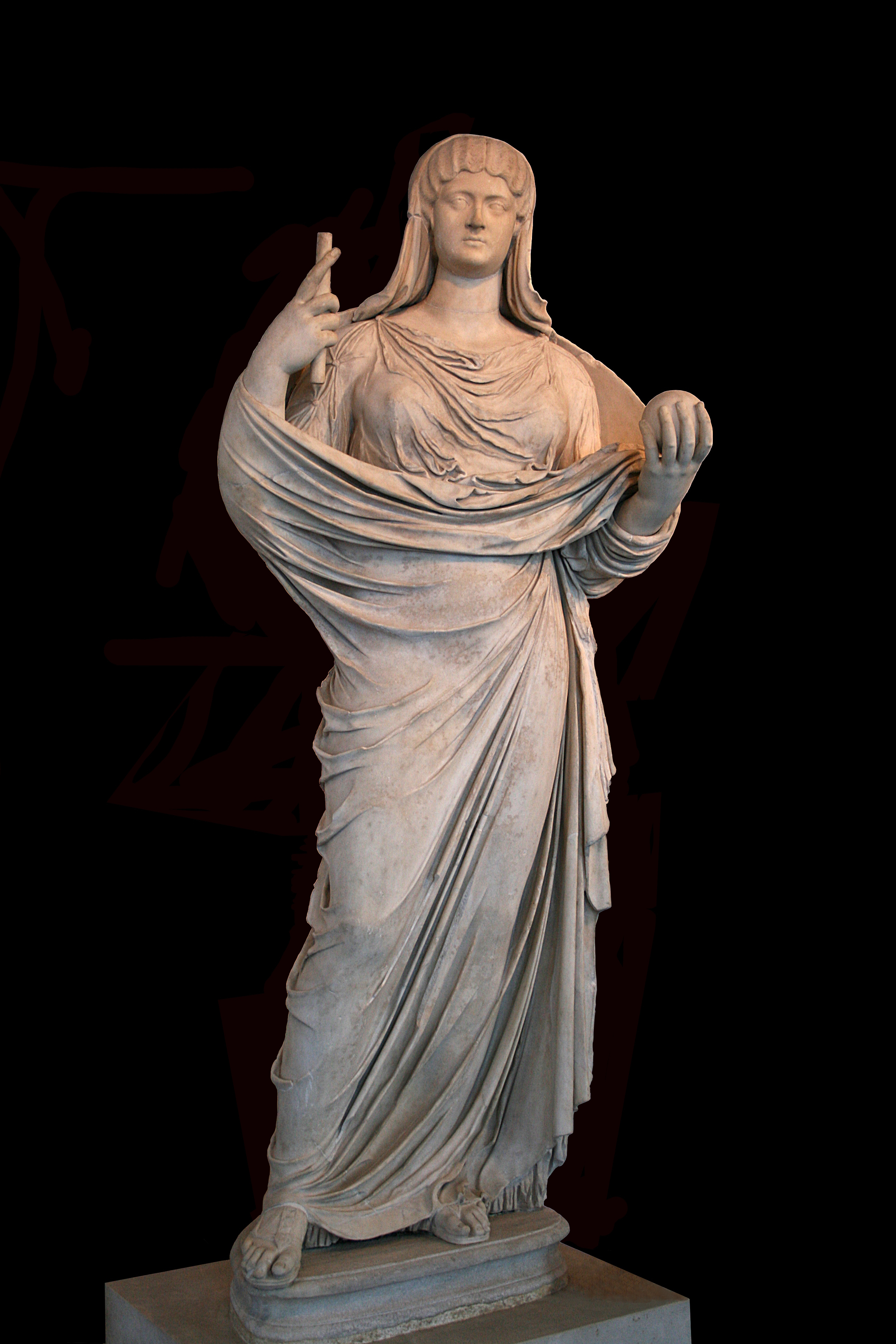
소 파우스티나의 대리석상 (서기 165년작, 로마 마시모 궁전 소장.

어머니의 이름을 따 이름 지어진, 파우스티나는 안토니누스 피우스와 대 파우스티나의 넷째이자 막내 자녀이고 차녀였으며, 또한 성인까지 생존한 유일한 자녀였다. 그녀는 로마에서 태어나 자랐다.
파우스티나의 먼 친척(second cousin three times removed)인 하드리아누스 황제는 그녀가 루키우스 베루스와 결혼하도록 그녀의 아버지와 합의했었다. 138년 2월 25일에, 그녀와 베루스는 약혼을 하였다. 베루스의 아버지는 하드리아누스의 양자이자 미리 점찍어 놓은 후임자였으나 , 베루스의 아버지가 죽으면서 하드리아누스는 파우스티나의 아버지를 양자로 삼았고 이에 따라 그가 하드리아누스의 후임자가 되었다. 파우스티나의 아버지는 딸과 베루스 사이에 있었던 약혼 관계를 종결짓고 외가 쪽 친척인 마르쿠스 아우렐리우스와의 약혼을 주선했는데 아우렐리우스는 그녀의 아버지한테 양자로 들어간 사이이기도 했다.

### 황태자비

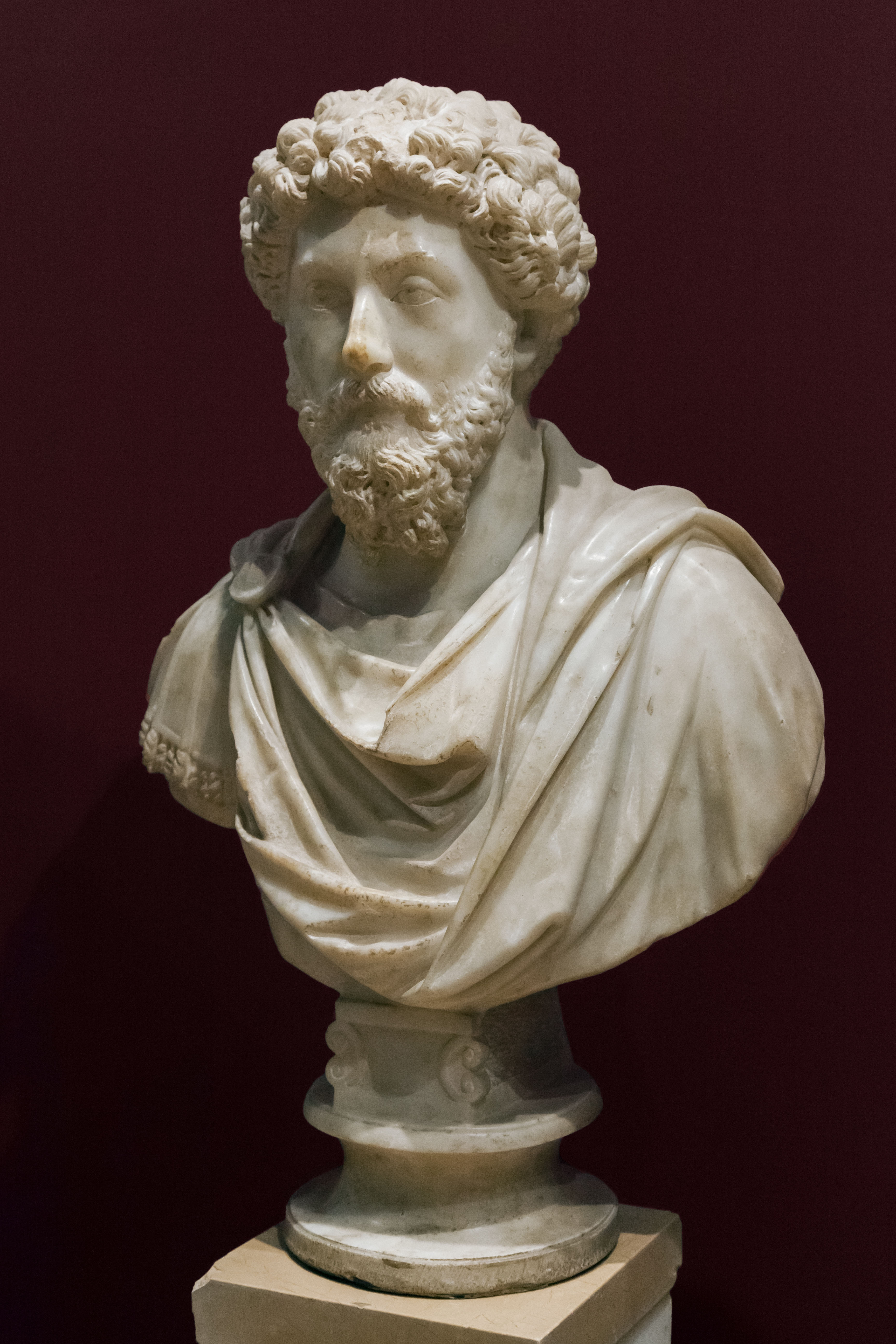
마르쿠스 아우렐리우스 흉상 (터키 이스탄불 고고학박물관 소장)

145년 4월 혹은 5월에, 파우스티나와 마르쿠스 아우렐리우스는 138년에 계획됐던 대로 결혼하였다. 아우렐리우스가 안토니누스 피우스의 아들로 입양되었기에 로마법에 따르면 그는 자매와 결혼한 것이었는데, 안토니누스는 공식적으로 결혼식을 개최하는 그의 아버지로서의 권위 (파트리아 포테스타스) 중에 무언가를 포기해야만 했을 것이다. 결혼식에 대해선 알려진 것이 거의 없으나 눈부셨다' 고 한다. 부부의 두 얼굴이 새겨진 주화가 발행되었고, '폰티펙스 막시무스'로서 안토니누스는 직무를 수행했을 것이다. 마르쿠스는 현존하는 문서 자료에서 결혼에 대해 언급을 하지 않았고, 파우스티나에 대해서 산발적인 언급을 했을 뿐이다. 파우스티나는 첫째 자녀 도미티아 파우스티나가 태어난 뒤인 147년 12월 1일에 아우구스타라는 칭호를 부여받았다.

### 황후
161년 3월 7일에 안토니누스가 사망하면서, 마르쿠스와 루키우스 베루스는 황제 자리에 올라 공동 통치자가 되었다. 파우스티나는 이에 따라 황후가 되었다.

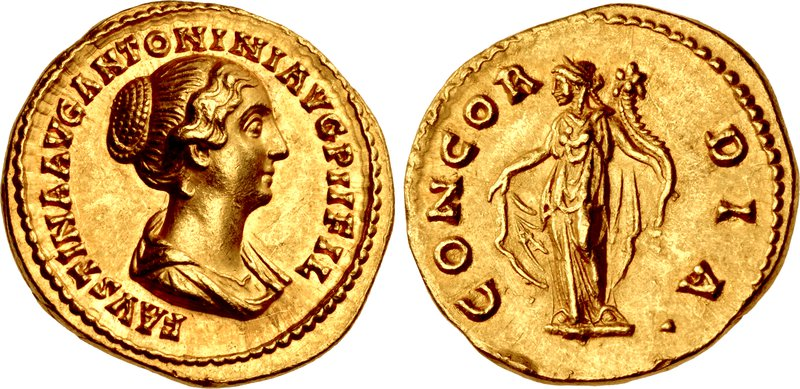
147–152년경으로 추정되는 시기 로마의 조폐소에서 발행된 안토니누스 피우스의 아우레우스. 앞면: 소 파우스티나의 흉상. 뒷면: 콩코르디아의 전신 모습.

파우스티나의 생애에 관하여 남아있는 로마의 사료가 많지 않으나, 사용 가능한 사료도 좋은 정보를 제공하지는 않는다. 카시우스 디오와 신뢰도가 떨어지는 '히스토리아 아우구스타는 파우스티나가 독살 및 처형 명령을 내렸다고 하고, 또한 그녀가 아비디우스 카시우스가 남편을 상대로 일으킨 반란을 부추겼다는 혐의가 있다고 하였다. 히스토리아 아우구스타는 선원, 검투사 및 그러한 계급들과의 간통을 언급하기도 했다. 그렇지만 파우스티나와 아우렐리우스는 아주 사이가 좋고 서로에게 헌신적이었던 것으로 본다.
파우스티나는 여러 전역에 남편과 동행했고 로마 병사들 사이에서 많은 사랑과 존경을 받았다. 아우렐리우스는 그녀에게 '군영의 어머니'(Mater Castrorum)라는 칭호를 내리기도 했다. 그녀는 군영을 자신의 집으로 삼으려 했었다. 170년과 175년 사이에, 그녀는 북방 전선에 있었고, 175년에는 동방으로 향하는 남편과 동행했다.

### 아비디우스 카시우스의 반란과 죽음
같은 해인 175년에 아우렐리우스의 장군인 아비디우스 카시우스는 마르쿠스가 죽었다는 잘못된 소식이 퍼진 뒤에 로마 황제로 선포되었다. 당시의 사료들은 카시우스가 남편의 나빠지던 건강을 염려하던 마르쿠스의 아내인 파우스티나에게 부추김을 받았다고 나타내는데, 사료에 따르면 그녀는 남편이 죽음에 문턱에 있다고 생각했고, 그녀의 아들이 겨우 13세라는 어린 나이이기에 이 사건에 대해 보호자로서 행동할 카시우스가 필요했다고 느꼈다는 것이다. 그녀는 또한 마르쿠스가 사망할 당시 프린켑스 자리를 차지할 유력한 위치에 있던 티베리우스 클라우디우스 폼페이아누스에 대한 황제 주장의 무게추로 약할을 할 누군가가 필요하기도 했다. 마르쿠스의 '명상록'을 포함한 사료들은 마르쿠스가 실제로 상당히 아팠음을 뒷받침하나, 마르쿠스가 회복을 했을 당시에, 카시우스는 트라이아나 포르티스 제2군단과 데이오타리아나 제22군단 등 이집트 주둔 군단들한테 이미 완전한 지지를 받고 있었다.
"3달 하고도 6일간 계속된 제국의 꿈에서 깬 후", 카시우스는 한 백부장에게 살해당했다. 그의 머리는 마르쿠스 아우렐리우스에게 보내졌는데 그는 이를 보기를 거부했고 화장을 하라고 명령했다. 이집트는 175년 7월 28일에 마르쿠스를 다시 황제로 선포하였다.
파우스티나의 죽음에 관한 사실들은 명확하지 않다. 그녀는 하랄라 (카파도키아의 타우루스산맥에 있던 도시)의 군영에서 175년에 사망했다. 죽음에 대한 원인은 확자들의 추측일 뿐이며 자연사, 자살, 사고사, 심지어는 출처에 따라 그 해 초 카시우스와의 불륜 의혹에 대한 보복에 대한 암살까지 다양하였다.
아우렐리우스는 아내의 죽음에 많이 슬퍼했고 로마의 하드리아누스 영묘에 그녀를 안치했다. 그녀는 신격화되었는데, 그녀의 조각상은 로마의 베루스 신전에 배치되었고 한 신전은 그녀를 기리기 위해 봉헌되었다. 하랄라의 이름은 '파우스티노포리스'로 바뀌었고 아우렐리우스는 '파우스티나의 소녀들'(Puellae Faustinianae)이라는 이름의 고아 소녀들을 위한 자선 학교를 열었다. 밀레토스의 파우스티나 욕장은 그녀의 이름을 따 붙여졌다.

## 자녀
30년간의 결혼 생활 동안, 파우스티나와 마르쿠스는 많은 자녀를 두었는데, 분명하게 알려진 이들은 최소 14명이다.
1. 도미티아 파우스티나 (147년 출생, 155년경 사망)
2. 티투스 아일리우스 안토니누스 (149년–149년) - 아래의 쌍둥이 형제
3. 티투스 아일리우스 아우렐리우스 (149년–149년), - 위의 쌍둥이 형제
4. 안니아 아우렐리아 갈레리아 루킬라 (150년–182년) - 아버지의 공동 통치자 루키우스 베루스와 혼인
5. 게멜루스 루킬루스 (150년 – 150년경 사망) - 루킬라의 쌍둥이 형제
6. 아우렐리아 (151년–151년)
7. 티베리우스 아일리우스 안토니누스 (152년 출생 – 161년 이전)
8. 하드리아누스 (152년–157년)
9. 안니아 아우렐리아 갈레리아 파우스티나 (153년 – 165년 이후)
10. 아우렐리우스 (157년–158년)
11. 안니아 아우렐리아 파딜라 (159년 – 221년 이후)
12. 안니아 코르니피키아 파우스티나 미노르 (160년 – 211년 이후)
13. 티투스 아우렐리우스 풀부스 안토니누스 (161년–165년) - 콤모두스 황제의 쌍둥이 형제
14. 루키우스 아우렐리우스 콤모두스 안토니누스 (161년–192년) - 로마 황제
15. 마르쿠스 안니우스 베루스 카이사르 (162년–169년)
16. 비비아 아우렐리아 사비나 (170년 – 217년 이전 사망)

### 참고 문헌
- Birley, Anthony R. (2000). 《Marcus Aurelius: A Biography》. ISBN 0415171253.
- Birley, Anthony (2001). 《Marcus Aurelius: A Biography》. Roman Imperial Biographies. London and New York: Taylor & Francis e-Library. ISBN 978-0415171250.
- Levick, Barbara (2014). 《Faustina I and II: Imperial Women of the Golden Age》. Oxford University Press. ISBN 978-0195379419.
- Minaud, Gérard (2012). 〈Ch. 8, La vie de Faustine, femme de Marc-Aurèle〉. 《Les vies de 12 femmes d'empereur romain – Devoirs, Intrigues & Voluptés》 (프랑스어). Paris: L’Harmattan. 189–210쪽.
- Priwitzer, Stefan (2008). 《Faustina minor – Ehefrau eines Idealkaisers und Mutter eines Tyrannen quellenkritische Untersuchungen zum dynastischen Potential, zur Darstellung und zu Handlungsspielräumen von Kaiserfrauen im Prinzipat》. Tübinger althistorische Studien, 6. Bonn: Dr. Rudolf Habelt.
- Scriptores Historiae Augustae (nominally Julius Capitolinus), Marcus Antoninus xix.1–9, xxvi.4–5, 7–9, xxix.1–3
- Smith, William (1870). 《Dictionary of Greek and Roman Biography and Mythology》.